# Haltestelle Wien Krottenbachstraße
Die Haltestelle Wien Krottenbachstraße liegt im 19. Wiener Gemeindebezirk Döbling. Sie liegt an der Vorortelinie, wird von der S-Bahn-Linie S45 bedient und verfügt über zwei Außenbahnsteige, die samt den beiden Streckengleisen von einer stählernen Bahnhofshalle überspannt werden. Benannt ist die Haltestelle nach der Krottenbachstraße, die nördlich des Bahnhofs parallel zu den Gleisen verläuft. Dort befindet sich auch die gleichnamige Bushaltestelle der Linie 35A.

## Geschichte
Obwohl in den frühen Planungen für die Wiener Stadtbahn aus dem Jahr 1892 bereits eine Station Krottenbachstraße vorgesehen war, verzichtete die Commission für Verkehrsanlagen in Wien letztlich bei Eröffnung der Vorortelinie im Jahr 1898 auf deren Einrichtung, da das Gebiet damals kaum besiedelt war. Erst nachdem die Strecke zum 31. Mai 1987 für den Personenverkehr reaktiviert wurde, ließen die Österreichischen Bundesbahnen die Haltestelle von den Architekten Alois Machatschek und Wilfried Schermann in postmoderner Anlehnung an den Stil Otto Wagners errichten.

## Linien im Verkehrsverbund Ost-Region

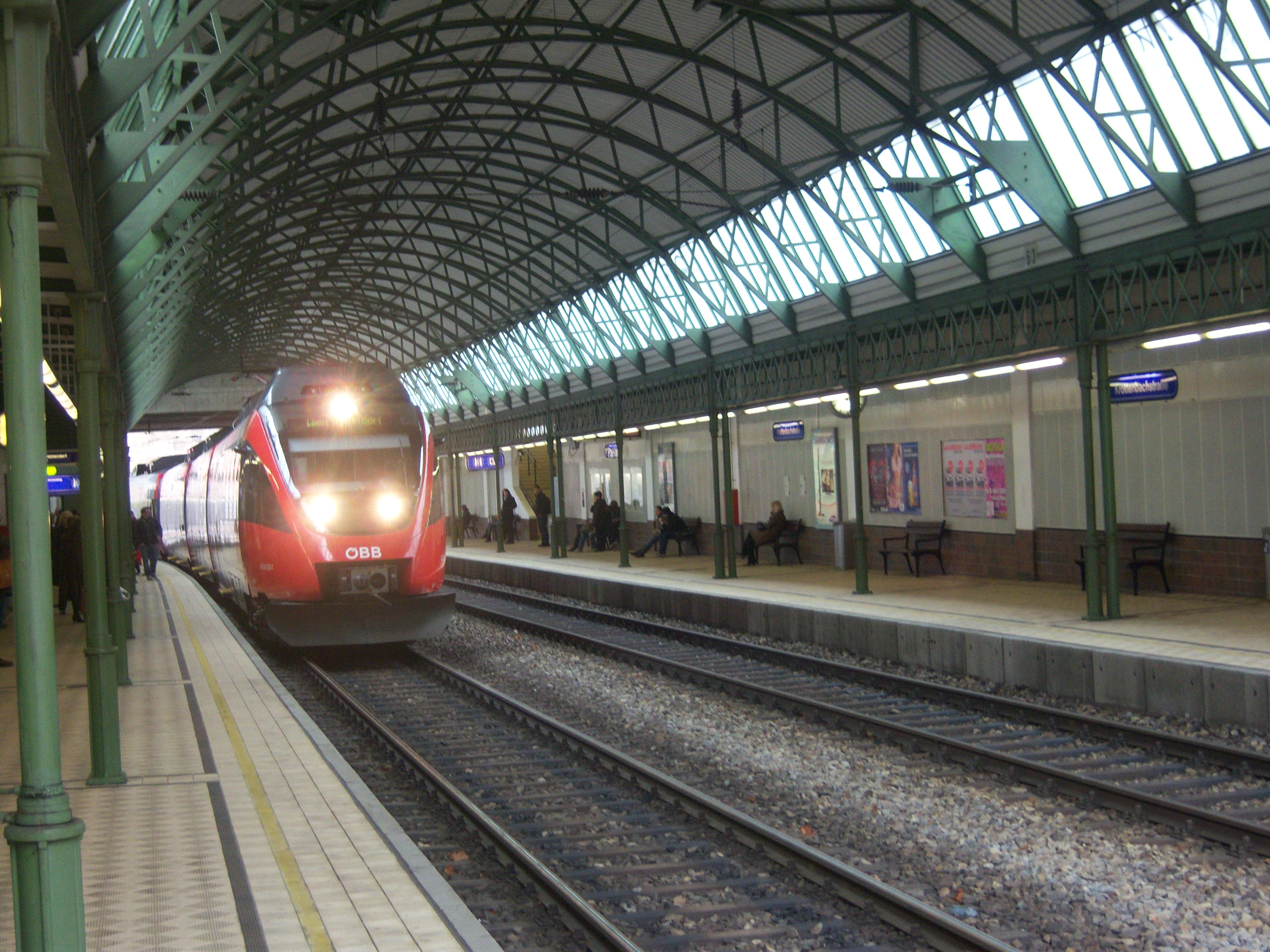
Bahnsteige der Station

| Linie        | Verlauf |
| ------------ | --- |
| Vorortelinie | Wien Handelskai – Wien Heiligenstadt – Wien Oberdöbling – Wien Krottenbachstraße – Wien Gersthof – Wien Hernals – Wien Ottakring – Wien Breitensee – Wien Penzing – Wien Hütteldorf |
| 35A          | Spittelau – Nußdorfer Straße – Krottenbachstraße – Neustift am Walde – Salmannsdorf                                                                                                 |
| N35          | Spittelau – Nußdorfer Straße – Krottenbachstraße – Neustift am Walde – Salmannsdorf                                                                                                 |